# Emma Reyes
Emma Reyes (Bogotá, 9 juillet 1919 - 12 juillet 2003, Bordeaux), est une artiste colombienne, naturalisée française, qui s'est imposée comme une figure importante de la scène artistique colombienne en exil à Paris.

## Biographie
Née de père inconnu, abandonnée sur le quai d'une gare par sa mère, Emma Reyes est placée, avec sa sœur Helena, dans le couvent des Sœurs Auxiliatrices de Bogota. Elle parvient à s'échapper de l'établissement à 18 ans. Elle est alors analphabète et n'a reçu aucune forme d'instruction. En 1940 elle décide de quitter la Colombie et parcourt l'Amérique latine vivant d'une multitude de petits boulots. En 1943, elle s'installe en Argentine. Fin 1945 elle se met à la peinture et quitte Buenos Aires pour l'Uruguay et le Paraguay. En 1947, de retour à Buenos Aires, Emma Reyes obtient une bourse de la Fondation Roncoroni pour étudier à l'Académie André Lhote à Paris. Sur le bateau, elle rencontre Jean Perromat, un médecin travaillant sur les transatlantiques, qui deviendra son mari en 1962.
Après avoir vécu à Paris, Washington, Mexico, Rome et en Israël, l’artiste s’installe en France en 1960. Elle contribue à faire émerger sur la scène artistique des artistes sud-américains en exil. Elle est alors tendrement surnommée Mama Grande. Elle est nommée Chevalier des Arts et des Lettres en 1996.

## Carrière artistique

### Peinture
En 2017, le MAAP lui rend hommage à travers la rétrospective Emma Reyes, peintre.
Les éditions JRP lui consacre en 2024 une première biographie (en français et en anglais), dans leur collection Hapax.

### Memoria por correspondencia
Publié neuf années après sa mort, l'ouvrage réunit une série de lettres de l'artiste adressées au diplomate et écrivain Germán Arciniegas, entre 1969 et 1997. Elle s'était vivement opposée à leur parution de son vivant. Les 23 missives ont été éditées postmortem en Colombie en 2012,.
Encouragée à écrire par l'écrivain colombien Gabriel García Márquez, Emma Reyes y évoque avec la distance d'une adulte contemplant les traumatismes de son enfance et les événements marquants de sa vie de femme, le manque d’amour, la misère et la violence,. Une version française de l'ouvrage, traduit de l'espagnol par Alexandra Carrasco, est éditée en 2017 aux éditions Fayard - Pauvert.

## Publications
- Lettres de mon enfance (Memoria por correspondencia) d’Emma Reyes, traduit de l’espagnol par Alexandra Carrasco, Fayard/Pauvert, coll. Fonds Pauvert, 260 p, 2017,  (ISBN 2720215457)
- Emma Reyes, JRP éditions, Genève, publié avec le MAMCO (Genève), Stéphanie Cottin (éd.), Coll. Hapax, 71 p, 2024,  (ISBN 978-3-03764-604-5)

## Expositions
Parmi une liste non exhaustive :
- Emma Reyes, peintre, musée d'art et d'archéologie du Périgord (MAAP), France, 9 octobre 2017 – 8 janvier 2018
- "Emma Reyes, peintre colombienne", Maison des arts d'Antony, France, 2 mars 2022 - 30 avril 2022
- Emma Reyes, MAMCO de Genève, Suisse, 3 octobre 2023 - 28 janvier 2024,
- Emma Reyes (dans le cadre de l'exposition "Pollen"), CAPC, France, 27 mars 2025